# Sabiá-norte-americano
O sabiá-norte-americano ou sabiazinho-norte-americano (Catharus fuscescens) é uma pequena espécie de tordo norte-americano, membro de um grupo de espécies estreitamente relacionadas e semelhantes do gênero  Catharus, que também inclui o sabiá-de-cara-cinza [en] (C. minimus), o  tordo-de-Bicknell (C. bicknelli), o sabiá-de-óculos [en] (C. ustulatus) e o  tordo-eremita (C. guttatus). Os nomes alternativos para essa espécie incluem o tordo-de-Wilson (assim chamado em homenagem a Alexander Wilson) e o tordo-amarelado. Existem até seis subespécies, agrupadas em C. fuscescens fuscescens, C. fuscescens salicicolus e C. fuscescens fuliginosus.
O nome específico fuscescens é neolatino para “enegrecido”, do latim fuscus, “escuro”. O nome em inglês (veery) pode imitar o canto do pássaro.

## Descrição

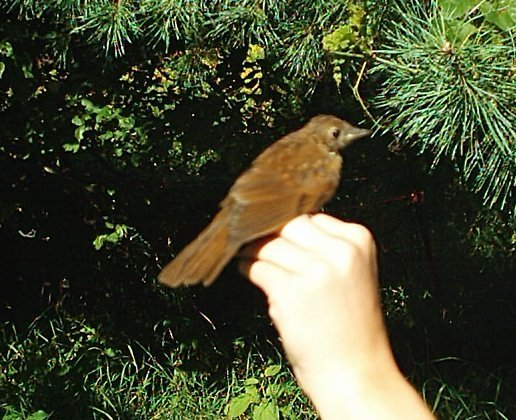
Filhote juvenil, visto perto de Montreal, Quebec, Canadá

A espécie mede de 16 a 19,5 cm de comprimento. Sua massa é de 26-39 g, excepcionalmente até 54 g. A envergadura média é de 28,5 cm. Cada asa mede 8,9-10,4 cm, o bico mede 1,2-1,9 cm e o tarso mede 2,7-3,25 cm. O sabiá-norte-americano apresenta a faixa sob a asa característica dos tordos Catharus. Os adultos são principalmente marrons claros nas partes superiores. As partes inferiores são brancas; o peito é marrom-claro com leves manchas marrons. Os véteres têm pernas rosadas e um anel ocular pouco definido. As aves da parte leste da área de reprodução da espécie são mais canela nas partes superiores; as aves da parte oeste são mais marrom-oliva. No leste, o sabiá é facilmente distinguido por sua coloração; distinguir os sabiás ocidentais de outros tordos Catharus é mais difícil.O canto da ave é arejado, com espirais descendentes e semelhante a uma flauta, geralmente emitido de um poleiro baixo e escondido. O canto mais comum é um som áspero e descendente, que deu nome ao pássaro na língua inglesa. Outros cantos incluem uma risada, um “vuck” agudo e baixo e um “uii-u” lento. Verificou-se que os sabiás diminuem a taxa e a duração do canto quando expostos à reprodução do canto da coruja Strix varia, possivelmente para diminuir a chance de predação.

## Ecologia e comportamento

### Habitatde reprodução e de inverno
O habitat de reprodução da espécie é a floresta decídua úmida no sul do Canadá e no norte dos Estados Unidos. O habitat de reprodução inclui crescimento denso e vegetação rasteira densa perto de uma fonte de água, como um riacho. Essas aves migram para o leste da América do Sul. Descobriu-se que a área de inverno pode incluir toda a bacia amazônica, o estado de Mérida, na Venezuela, as cabeceiras do rio Orinoco e o estado de São Paulo, no Brasil. As regiões de parada durante a migração de vários sabiás de Delaware incluem a costa do Golfo do México, as costas das Carolinas, Cuba, Jamaica, Colômbia e Venezuela. Eles são muito raros na Europa Ocidental.

### Alimentação
As aves forrageiam no chão da floresta, virando as folhas para descobrir insetos; podem voar para pegar insetos em voo. Alimentam-se principalmente de insetos e bagas. Os insetos são a principal fonte de alimento durante a estação reprodutiva, enquanto as frutas e bagas podem compor a maior parte da dieta durante o final do verão e o outono.

### Nidificação
As aves da espécie fazem um ninho em forma de xícara no chão ou próximo à base de um arbusto. O ninho é composto por três camadas estruturais, incluindo as camadas externa, interna e de revestimento do ninho. A camada externa é composta por folhas e galhos de suporte, enquanto a camada interna é composta por material entrelaçado. O revestimento do ninho é composto por material flexível, como casca, raízes e sementes. O uso de diferentes partes de 27 espécies de plantas, incluindo plantas invasoras, foi documentado. Os ninhos contêm de três a cinco ovos azul-esverdeados que podem ou não ter manchas marrons e são incubados por 10 a 14 dias pela fêmea, enquanto ambos os pais alimentam os filhotes. Os filhotes de sabiás-norte-americanos podem deixar o ninho entre 10 e 12 dias após a eclosão.
Essa ave foi substituída em algumas partes de sua área de distribuição pelo tordo-dos-bosques (Hylocichla mustelina). No entanto, foi documentado um caso de cuidado parental interespecífico de um ninho de sabiá-norte-americano por um tordo-dos-bosques, no qual um tordo forneceu mais cuidado parental aos filhotes de sabiá do que os pais, possivelmente devido à solicitação sexual da fêmea de sabiá. Os sabiás-norte-americanos são hospedeiros ocasionais dos ovos de chupim-mulato (Molothrus ater). Descobriu-se que os machos de sabiás se envolvem em comportamentos semelhantes aos do  Catharus bicknelli poliginândrico, pois podem alimentar os filhotes em mais de um ninho e pode haver vários machos alimentadores nos ninhos.

## Ameaças
As ameaças ao sabiá-norte-americano incluem o parasitismo de ninhos por pássaros da espécie chupim-mulato, mudança climática e alteração das florestas de várzea da Amazônia. Sugere-se que o número de sabiás esteja diminuindo, e os resultados da tendência de pesquisa de pássaros reprodutores indicam que as populações de sabiás diminuíram na maior parte de sua área de distribuição de 1966 a 2013. Há preocupações de que o uso de partes de plantas invasoras possa diminuir o sucesso dos ninhos, mas os impactos negativos não foram documentados. Outras ameaças em potencial incluem a perda de habitat da floresta, esquilos, tâmias e aves de rapina.